# 锦江乐园站
锦江乐园站位于中华人民共和国上海市徐汇区沪闵路与虹梅路交叉口东侧，近锦江乐园和铁路梅陇火车站，是上海地铁1号线的地铁车站。由上海铁路局勘测设计院设计。锦江乐园站两个方向站台在付费区内不连通。

## 车站结构
该站与虹梅商务大厦共构，位于大厦一层。车站的构造是上海轨道交通较为特有的。由于它并非岛式站台，加上它是地面车站，因此开往莘庄方向的列车的乘客只需在虹梅路的出入站口进站或出站，但往富锦路的列车的乘客就必须先到车站的二楼，然后再下楼乘搭列车。售票厅也位于二楼，但两个站台在付费区内并没有免费换向通道。

### 车站楼层
| 地上二层 | 南站厅             | 票务服务、自动售票机、人工服务台             |  |  |
| 地面层   | 出入口             | 往南站厅出入口、往莘庄方向站台北1、北2出入口 |  |  |
|          | 侧式站台，右侧开门 |                                              |  |  |
|          |                    | █ 1号线 往莘庄（莲花路）                     |  |  |
|          |                    | █ 1号线 往富锦路（上海南站）                 |  |  |
|          | 侧式站台，右侧开门 |                                              |  |  |

## 出口
锦江乐园站共有3个出入口，其中北1和北2号口直接连通莘庄方向站台，北2号口仅供出站使用，北1与北2号口之间设有一个未编号出入口，供乘客前往二楼进站后前往富锦路方向站台，各出入口如下所示：
| 出口编号                 | 出口指示                           | 照片             |
| 连通莘庄方向站台         | 连通莘庄方向站台                   | 连通莘庄方向站台 |
| ------------------------ | ---------------------------------- | ---------------- |
| 北 · 1 · 出口 · （设有） | 桂江路，沪闵路，虹梅路             |                  |
| 北 · 2 · 出口            | 桂江路，沪闵路，虹梅路（仅供出站） |                  |
| 连通富锦路方向站台       |                                    |                  |
| 出口 · （设有）          | 桂江路，沪闵路，虹梅路             |                  |
| 图例： 设有 \| 设有      |                                    |                  |

## 接驳交通

### “P+R”停车换乘
自2009年7月21日起，锦江乐园站加入上海“P+R”停车换乘试点，自驾车的市民在每天的5时30分至23时30分时段内，使用公共交通卡刷卡进入锦江乐园站的虹梅路停车楼，并用该卡换乘轨道交通，即可享受停车收费优惠。试行收费标准为在换乘服务时段内按次收费，每次人民币10元。

### 公交换乘
紧邻车站南侧设有新西南汽车站（旧称梅陇汽车站），在此处可转乘高速公交，前往金山区枫泾镇（枫梅线）、奉贤区南桥镇（南梅线）、金山区石化街道（石梅线）、松江大学城（松梅专线）、金山区亭林大居等上海市的西南郊区。此外在出站口附近的沪闵路虹梅南路公交站，还可换乘以下公交：
| 沪闵路虹梅南路 | 沪闵路虹梅南路   | 沪闵路虹梅南路 | 沪闵路虹梅南路     | 沪闵路虹梅南路 |
| 编号           | 路线             | 路线           | 路线               | 备注           |
| -------------- | ---------------- | -------------- | ------------------ | -------------- |
| 50             | 龙华中路东安路   | ⇆              | 老沪闵路业祥路     |                |
| 50区间         | 沪闵路虹梅南路   | ⇆              | 老沪闵路业祥路     |                |
| 122            | 上海体育馆       | ⇆              | 平阳路虹莘路       |                |
| 131            | 宜山路虹梅路     | ⇆              | 园南新村           |                |
| 166            | 怀德路杨树浦路   | ⇆              | 莘松新村           | 原沪莘线       |
| 257高峰线      | 桂江路沪闵路     | ⇆              | 钦江路桂平路       | 原152路北段    |
| 703            | 漕溪北路蒲汇塘路 | ⇆              | 颛桥               |                |
| 704            | 上海体育馆       | ⇆              | 报春新村           |                |
| 704B           | 上海体育馆       | ⇆              | 疏影路公交站       |                |
| 712            | 颛兴东路都市路   | ⇆              | 柳州路田林路       |                |
| 725            | 上海师大         | ⇆              | 莘庄地铁站(南广场) |                |
| 735            | 罗阳新村         | ⇆              | 中春路华中路       |                |
| 747            | 鑫都城           | ⇆              | 上海南站(北广场)   |                |
| 804            | 虹漕南路江安路   | ⇆              | 白樟路             |                |
| 虹桥枢纽1路    | 上海南站(北广场) | ⇆              | 虹桥西交通中心     |                |
| 上石线         | 石化汽车站       | ⇆              | 上海南站           |                |
| 徐闵线         | 肇嘉浜路高安路   | ⇆              | 闵行               |                |
| 徐闵夜宵专线   | 枫林路斜土路     | ⇆              | 闵行               |                |

## 历史
锦江乐园站刚启用时位于现车站北侧。由于当时是作为起讫站，因此车站形式为地面单侧式站台，后因兴建南延伸工程而在现址兴建虹梅商务大厦和新地铁站，原锦江乐园站则拆除，新站最初被称为虹梅路站。2001年5月1日，虹梅路站重新改名为锦江乐园站。
2020年10月，锦江乐园站南侧的交叉渡线被改造为更易于养护的单渡线，并且现有的木枕道岔被全部更换成混凝土枕道岔。

## 周邊
- 錦江樂園